# NGC 1585
NGC 1585 este o galaxie spirală situată în constelația Dalta. A fost descoperită în 6 decembrie 1834 de către John Herschel.